# ジョセフ・オルティス
ジョセフ・オルティス・ブランコ（Joseph Ortiz Blanco, 1990年8月13日 - ）は、ベネズエラ・カラカス出身の元プロ野球選手（投手）。左投左打。

## 経歴

### プロ入りとレンジャーズ時代
2006年8月28日にテキサス・レンジャーズと契約。
2007年はルーキー級ドミニカン・サマーリーグ・レンジャーズで18試合に登板し、1勝2敗7セーブ、防御率2.70だった。
2008年はルーキー級アリゾナリーグ・レンジャーズで1試合に登板後、6月にA級クリントン・ランバーキングスへ昇格。A級では23試合に登板し、2勝0敗4セーブ、防御率1.97だった。
2009年はA級ヒッコリー・クロウダッズで開幕を迎え、18試合に登板。2勝0敗、防御率2.95だった。6月からA-級スポケーン・インディアンズでプレーし、4試合に登板した。
2010年はA級ヒッコリーとA+級ベイカーズフィールド・ブレイズでプレー。A級では26試合に登板し、4勝1敗5セーブ、防御率1.50だった。
2011年はA+級マートルビーチ・ペリカンズで40試合に登板し、5勝5敗5セーブ、防御率2.15だった。
2012年はAA級フリスコ・ラフライダーズで27試合に登板し、1勝2敗4セーブ、防御率2.35だった。6月にAAA級ラウンドロック・エクスプレスへ昇格。AAA級では24試合に登板し、1勝1敗4セーブ、防御率1.97だった。オフの11月20日にレンジャーズとメジャー契約を結び、40人枠入りした。
2013年2月18日にレンジャーズと1年契約に合意し、開幕ロースター入りを果たした。3月31日に行われたヒューストン・アストロズとの開幕戦でメジャーデビュー。5点ビハインドの8回裏から登板し、1回を2安打1失点2奪三振だった。開幕後はリリーフとして20試合に登板していたが、6月5日にアレクシー・オガンドが故障者リストから復帰したため、AAA級ラウンドロックへ降格。6月18日にメジャーへ再昇格した。昇格後は2試合に登板していたが、マーティン・ペレスが故障から復帰したため、6月22日に再びAAA級へ降格。7月10日に再昇格し、主に敗戦処理として3試合に登板。7月23日にAAA級へ降格。8月30日に再昇格した。この年は32試合に登板し、2勝2敗、防御率4.23だった。
2014年2月14日に左足骨折のため、60日間の故障者リスト入りした。2月26日にレンジャーズと1年契約に合意した。開幕後はリハビリが続き、7月25日に故障者リストから外れ、AA級フリスコへ降格。AA級では13試合に登板し、0勝2敗1セーブ、防御率4.50だった。その後はメジャーへ昇格することなく、シーズンを終えた。

### カブス傘下時代
2014年10月6日にウェーバーでシカゴ・カブスへ移籍した。
2015年8月14日にカブスを自由契約になった。オフはベネズエラのウィンターリーグでプレー。

### 独立リーグ時代
2017年はフロンティアリーグのジョリエット・スラマーズと契約。シーズン終了後に退団した。

## 詳細情報

### 年度別投手成績
| 年 度    | 球 団    | 登 板 | 先 発 | 完 投 | 完 封 | 無 四 球 | 勝 利 | 敗 戦 | セ 丨 ブ | ホ 丨 ル ド | 勝 率 | 打 者 | 投 球 回 | 被 安 打 | 被 本 塁 打 | 与 四 球 | 敬 遠 | 与 死 球 | 奪 三 振 | 暴 投 | ボ 丨 ク | 失 点 | 自 責 点 | 防 御 率 | W H I P |
| -------- | -------- | ----- | ----- | ----- | ----- | -------- | ----- | ----- | -------- | ----------- | ----- | ----- | -------- | -------- | ----------- | -------- | ----- | -------- | -------- | ----- | -------- | ----- | -------- | -------- | ------- |
| 2013     | TEX      | 32    | 0     | 0     | 0     | 0        | 2     | 2     | 0        | 2           | .500  | 187   | 44.2     | 46       | 5           | 10       | 2     | 0        | 27       | 0     | 0        | 26    | 21       | 4.23     | 1.25    |
| MLB：1年 | MLB：1年 | 32    | 0     | 0     | 0     | 0        | 2     | 2     | 0        | 2           | .500  | 187   | 44.2     | 46       | 5           | 10       | 2     | 0        | 27       | 0     | 0        | 26    | 21       | 4.23     | 1.25    |

### 背番号
- 58 (2013年)